# Тъмна гургулица
Тъмна гургулица (Streptopelia lugens) е вид птица от семейство Гълъбови (Columbidae).

## Разпространение
Видът е разпространен в Бурунди, Еритрея, Етиопия, Замбия, Йемен, Демократична република Конго, Кения, Малави, Руанда, Саудитска Арабия, Сомалия, Судан, Танзания, Уганда и Южен Судан.